# Syndactyla dimidiata
Syndactyla dimidiata е вид птица от семейство Furnariidae.

## Разпространение
Видът е разпространен в Бразилия и Парагвай.